# Joseph Dacre Carlyle
Joseph Dacre Carlyle (Carlisle, 4 de junio de 1758 - Newcastle upon Tyne, 12 de abril de 1804), fue un orientalista y arabista inglés.
En 1775 se trasladó a estudiar a la Universidad de Cambridge, en cuyo Queens' College ingresó en 1779. Alcanzó el grado de Bachiller en Teología en 1793. Con ayuda de un natural de Bagdad conocido en Inglaterra como David Zamio, domiciliado en Cambridge, se instruyó notablemente en lengua árabe y fue nombrado en 1795 catedrático de árabe en la Universidad de Cambridge .
Su traducción de Yusuf ibn Taghri Birdi, Egypticarum Annales Rerum, apareció en 1792, y en 1796 una antología de poesía árabe desde los primeros tiempos hasta la caída del Califato, acompañada de comentarios sobre sus autores. Carlyle fue nombrado capellán de Lord Elgin cuando marchó a la embajada a Constantinopla en 1799 e hizo una gira por Asia Menor investigando la literatura de Palestina, Grecia e Italia y recogiendo en sus viajes valiosos códices en griego y siriaco para una proyectada edición crítica del Nuevo Testamento cotejada con versiones siríacas, trabajo, sin embargo, que no llegó a culminar.
Regresó a Inglaterra en 1801 y murió en Newcastle-on-Tyne el 12 de abril de 1804. Póstumo apareció un volumen de poemas donde describía escenas de sus viajes precedidas con textos extraídos de su diario. Dejó inacabada una edición de la Biblia en árabe que fue completada por H. Ford y publicada en 1811.
- Datos: Q4117027